# Pensieri illuminati
Pensieri illuminati è l'album d'esordio dei Blastema, pubblicato il 9 aprile 2010 dalla Halidon.

## Tracce
1. Sperma – 3:02
2. Lucifero – 3:48
3. Il destino della cicala – 4:05
4. Cioccolato e viole – 3:06
5. La fine del mondo – 3:57
6. Pensieri illuminati – 3:02
7. Canzone da 3 euro – 3:19
8. Spero ci sia – 4:25
9. La prima cosa – 5:01
10. Primavera di Maya – 3:23
11. Paura mi fai – 3:59

Tracce bonus della versione digitale
1. Estratti condensati – 5:54
2. Il più grande – 3:55

## Formazione
- Matteo Casadei - voce
- Alberto Nanni - chitarra elettrica, cori
- Luca Agostini - basso
- Michele Gavelli - pianoforte, synth, organo
- Daniele Gambi - batteria